# 1991年11月逝世人物列表
1991年逝世人物列表：1月 - 2月 - 3月 - 4月 - 5月 - 6月 - 7月 - 8月 - 9月 - 10月 - 11月 - 12月
1991年11月逝世人物列表，是用於匯總1991年11月期間逝世人物的列表。

## 依日期排序

### 1日
- 瑪麗安斯利，77歲，美國電影演員。
- 費爾南德·布倫納，71歲，瑞士哲學家。[1]
- 莫伊塞斯·卡莫納，79歲，墨西哥羅馬天主教主教。
- 理查德‧霍平，78歲，美國音樂學家。[2]
- 阿倫·鮑德瓦爾，1990年，印度寶萊塢電影配樂作曲家。

### 2日
- 歐文·艾倫，75歲，美國電影製片人[3]
- 約瑟夫·阿爾莫吉，81歲，以色列政治家。[4]
- 吉米·赫爾，74歲，美國籃球運動員，心臟病發作。
- 漢內斯梅塞默，67歲，德國演員，心臟病發作。[5]
- 弗朗西斯科·莫雷拉，76歲，葡萄牙足球運動員。
- 莫特舒曼，52歲，美國詞曲作者和鋼琴家，癌症。
- 理查·C·湯瑪斯，54歲，美國政治家，喉癌。

### 3日
- 何紫，香港著名兒童文學作家。
- 芬‧阿爾奈斯，59歲，挪威小說家。[6]
- 比蘭德拉·克里希納·巴德拉，86歲，印度廣播員，劇作家，演員和敘述者。
- 雷蒙德·布萊克本，76歲，英國政治家。
- 雷·柯林斯，64歲，美國橄欖球運動員。[7]
- P·納倫德拉納特，57歲，印度作家。
- 約翰·桑德威斯·博伊斯·史密斯，90歲，英國學者。
- 馬裡努斯·瓦倫汀，91歲，荷蘭公路自行車賽車手。[8]
- 羅曼·威廉米，55歲，波蘭戲劇和電影演員，肝癌。[9]

### 4日
- 莫希丁·拜格，71歲，斯裡蘭卡音樂家。
- 羅傑·E·布羅吉，83歲，美國機械工程師。
- 克里夫·基恩，90歲，美國摔跤教練。
- 赫爾曼·庫切拉，88歲，奧地利建築師。
- 亞瑟·諾德，93歲，挪威摔跤手和奧運選手。[10]

### 5日
- 比爾·阿特金斯，56歲，美國橄欖球運動員。[11]
- 莫裡斯·V·佈雷迪，87歲，美國政治家。
- 奧雷斯特·科爾巴塔，55歲，阿根廷足球運動員。
- 比爾·克羅寧，47歲，美國橄欖球運動員。[12]
- 肯尼思·阿奇博爾德·哈里森，90歲，加拿大真菌學家。
- 弗雷德·麥克默里，83歲，美國演員[13]
- 羅伯特·麥克斯韋，68歲，捷克斯洛伐克-英國媒體大亨、政治家和欺詐者[14]

### 6日
- 哈丽雅特·布兰德，76歲，美國女子田徑運動員。[15]
- 奧斯卡·蒂爾巴赫，82歲，德國公路自行車賽車手。[16]
- 吉恩·蒂爾尼，70歲，美國女演員[17]
- 安德列·范德努特，64歲，比利時指揮家。[18]
- 揚尼斯·瓦佐斯，77歲，希臘足球運動員。

### 7日
- 瓦列里·阿列克謝耶夫，62歲，蘇聯和俄羅斯人類學家。
- 弗蘭克·切爾萬，55歲，南斯拉夫長跑運動員和奧運選手。[19]
- 芬兰汤姆，71歲，芬蘭藝術家，肺氣腫。[20]
- 拉爾夫·哈威，90歲，美國政治家。[21]
- 艾德·馬洛，78歲，美國魔術師。[22]
- 加斯頓·蒙納維爾，94歲，法國政治家和律師，癌症。[23]
- 伊沙克·哈吉·穆罕默德，81歲，馬來西亞作家。
- 吉列爾莫「威利」奧多，48歲，智利音樂家，被謀殺。

### 8日
- 哈迪·布朗，67歲，美式橄欖球運動員，失智。[24]
- 弗朗西絲·費伊，79歲，美國歌手。[25]
- 約翰·柯克派翠克，86歲，美國鋼琴家和音樂學者。[26]
- 夏洛特·摩爾曼，57歲，美國大提琴家、行為藝術家和前衛乳腺癌學家。[27]
- 戴夫·羅伯塔姆，33歲，英國搖滾音樂家，被謀殺。
- 比利·薩維丹，89歲，紐西蘭長跑運動員和奧運選手。[28]

### 9日
- 亞娜·迪特托娃，65歲，捷克斯洛伐克電影女演員。
- 蘭斯·海沃德，75歲，百慕達裔美國爵士鋼琴家，肺炎。[29]
- 伊夫·蒙当，70歲，義大利裔法國演員和歌手，心臟病發作。[30]
- 約翰·牛頓，71歲，紐西蘭橄欖球運動員。
- 拉爾夫·摩西·派旺斯基，84歲，美屬維爾京群島政治家。
- 勞里·威爾金森，87歲，澳大利亞政治家。

### 10日
- 迪克·布魯瑟，62歲，美國職業摔跤手和足球運動員，內出血。
- 贡纳尔·格伦，71歲，瑞典足球運動員。[31]
- 科林·約翰斯通，70歲，紐西蘭賽艇運動員。[32]
- 圖特·萊姆科，73歲，挪威演員[33]
- 亞歷山德羅·萊索納，100歲，義大利政治家。
- 羅伯特·貝爾德·麥克盧爾，90歲，加拿大醫生和亞洲醫療傳教士。
- 弗洛裡安·拉杜，71歲，羅馬尼亞足球運動員。[34]
- 蒙特塞拉特·羅伊格，45歲，西班牙作家，乳腺癌。
- 維什努普拉薩德·特里維迪，92歲，印度文學評論家。
- 柯特·韋布爾，105歲，瑞典歷史學家、教育家和作家。

### 11日
- 約翰·巴爾凡茲，51歲，美國跳臺滑雪運動員和奧運選手。[35]
- 海因茨·貝克爾，76歲，德裔美國棒球運動員。[36]
- 比利·貝漢，80歲，愛爾蘭足球運動員和經理。
- 内莉·霍尔斯特德，81歲，英國田徑運動員和奧運獎牌得主。[37]
- 娜傑日達·施泰因米勒，76歲，蘇聯藝術家。
- 湯姆·斯金納，82歲，紐西蘭政治家和工會領袖。
- 莫頓史蒂文斯，62歲，美國電影和電視作曲家（夏威夷五O），艾美獎得主（1970年，1974年），癌症。 [38]

### 12日
- 黛安·布魯斯特，60歲，美國女演員
- 瑞波·科林斯，58歲，美國職業摔跤手，黑色素瘤。
- 鮑比喬埃德蒙茲，50歲，美國籃球運動員。[39]
- 林敬三，84歲，日本公務員、將軍。
- 布魯斯·哈伯德，39歲，美國歌劇男中音，肺炎。[40]
- 加布里埃萊·丁蒂，59歲，義大利演員，心臟病發作。[41]

### 13日
- 漢森·W·鮑德溫，88歲，美國記者。[42]
- 亨里克·博羅夫斯基，81歲，波蘭戲劇，廣播和電影演員。
- 保羅-埃米爾·萊熱，87歲，加拿大羅馬天主教紅衣主教，肺炎。[43]
- 沃爾特·烏爾布里希，81歲，德國電影製片人。
- 喬治·溫克爾曼斯，81歲，法國足球運動員和教練。

### 14日
- 康斯坦丁‧奇里察，66 歲，羅馬尼亞作家。
- 威廉奈倫，71歲，挪威演員。
- 東尼理查森，63歲，英國電影導演[44]
- 布萊登湯姆森，63歲，蘇格蘭指揮家，罹患癌症。[45]
- 依田義賢，82歲，日本編劇。[46]

### 15日
- 多麗絲·瑪麗·本德，79歲，美國社會工作者。
- 帕特里夏·布萊克，18歲，北愛爾蘭愛爾蘭共和軍志願者，爆炸事故。
- 西爾維奧·霍夫曼，83歲，巴西足球員。
- VS 胡祖巴扎爾，72歲，來自 Kolhapur 的印度統計學家。
- 罗伯特·麦考尔，33歲，加拿大冰舞運動員，患有腦癌。[47]
- 雅克·莫拉利，44歲，法國音樂製作人，愛滋病患。[48]
- 喬治·西姆斯，81歲，愛爾蘭教會大主教。[49]

### 16日
- 崔田民
- 比爾·多德，81歲，美國律師和政治家。
- 瑪雅·多拉斯，25歲，印度黑幫，彈道創傷。
- 阿爾貝托·吉里，71歲，阿根廷詩人和作家。[50]
- 瑪格麗特·皮斯·哈珀，80歲，美國教育家、音樂家和公民領袖。
- 拉爾夫·馬雷羅，33歲，美國演員[51]
- 何塞·米格爾·奧爾金，86歲，智利足球運動員。
- 古斯塔夫·韋特斯特倫，80歲，瑞典足球前鋒。

### 17日
- 艾琳·阿加爾，91歲，英裔阿根廷畫家和攝影師。[52]
- 莫裡斯·巴拿赫，24歲，德國足球運動員，交通事故。[53]
- 斯米德·喬利，89歲，美國棒球運動員。[54]
- 卡豐加，77歲，巴西足球運動員。
- 弗蘭克·科西科夫斯基，65歲，美國橄欖球運動員。[55]
- 阿德里安·奎斯特，78歲，澳大利亞網球運動員。[56]
- 威廉·斯特裡克蘭，77歲，美國指揮家和管風琴家，肺癌。[57]
- 凱莉·簡·範·戴克，33歲，美國女演員，上吊自殺。

### 18日
- 克勞德·卡恩，82歲，法國馬克思主義東方學家和歷史學家。[58]
- 古斯塔夫·胡薩克，78歲，捷克斯洛伐克政治家，總統（1975-1989）。[59]
- 雷格·帕萊特，87歲，英國藝術家。
- J.P.斯特恩，70歲，奧地利-英國文學家。
- 阿列克謝·特裡奧什尼科夫，77歲，蘇聯極地探險家。
- 歐根·約克，78歲，德國電影導演。[60]

### 19日
- 萊斯艾爾，69歲，英格蘭足球運動員。
- 冼恒汉，80歲，中國中將、政治家。
- 胡子昂，94歲，中國政治家。
- 邁克爾·萊昂斯，81歲，愛爾蘭統一黨政治家。
- 雷吉·納爾德，84歲，奧地利演員，骨癌。[61]
- 列昂尼德·奧博連斯基，89歲，俄羅斯和蘇聯演員。
- 路易士·薩里亞，80歲，古巴裔美國拳擊手。
- 傑基·斯坦普斯，72歲，英格蘭足球運動員。[62]

### 20日
- 尤利婭·德魯尼娜，67歲，蘇聯詩人，自殺。[63]
- 西尼薩·格拉瓦舍維奇，31歲，克羅埃西亞記者，兇殺案。
- 赫爾加·哈內曼，54歲，東德女演員、喜劇演員和歌手。[64]
- 亞瑟·查理斯·欣德，86歲，印度奧林匹克曲棍球運動員（1932年）。
- 卡雷·基維耶爾維，53歲，挪威攝影師。
- 安通·斯蒂潘契奇，42歲，克羅埃西亞乒乓球運動員，心臟病發作。
- 1991年亞塞拜然米-8擊落中遇難的著名亞塞拜然人：[65]
  - 穆罕默德·阿萨多夫，49歲，內政部長，國家顧問
  - 伊斯馬特·加伊博夫，49歲，總檢察長
  - 佐勒菲·哈吉耶夫，56歲，總理
  - 托菲格·伊斯馬伊洛夫，58歲，國務卿。
  - 瓦吉夫·賈法羅夫，42歲，國會議員
  - 奧斯曼·米爾扎耶夫，54歲，總統辦公廳主任，記者
  - 阿裡·穆斯塔法耶夫，39歲，電視記者
  - 塞勞·謝里科夫，50歲，內政部副部長
  - 法赫拉丁·沙赫巴佐夫，41歲，卡梅拉瑪

### 21日
- T.S.阿維納什林加姆，88歲，印度政治家。
- 約瑟夫·德萊尼，87歲，美國藝術家。
- 歐內斯特·迪希特，84歲，美國心理學家和營銷專家。[66]
- 鐘斯，74歲，特立尼達板球運動員。[67]
- 羅伯特·考夫曼，60歲，美國編劇、電影製片人和電視編劇。[68]
- 丹尼爾·曼恩，79歲，美國電影導演[69]
- 布萊恩·斯蒂芬斯，71歲，美國棒球運動員。[70]
- 桑尼·韋布林，81歲，美國體育主管（紐約噴氣機隊），心臟病發作。
- 約翰·韋登，86歲，美國電視編劇[71]
- 漢斯‧札森豪斯，79歲，德國數學家。[72]

### 22日
- 安托萬貝爾曼，49歲，法語翻譯、哲學家和歷史學家。[73]
- 小烏爾里希·豪普特，76歲，美籍德國演員。
- 今井正，79歲，日本電影導演。[74]
- 葉夫根尼·伊萬諾夫斯基，73歲，蘇聯將軍。
- 約翰·馬吉，68歲，美國橄欖球運動員。[75]

### 23日
- 克勞斯·金斯基，65歲，德國演員[76]
- 斯坦利·里明頓，99歲，澳大利亞板球運動員。[77]
- 埃內斯托·里維拉，77歲，波多黎各運動射擊運動員和奧運選手。[78]
- 上原谦，82歲，日本演員。[79]

### 24日
- 埃裡克·卡爾，41歲，美國鼓手（吻），心臟病。
- 安東·弗斯特，47歲，英國製作設計師[80]
- 弗雷迪·默丘里，45歲，英国歌手及皇后乐队主唱[81]
- 卡爾·薩瓦茨基，64歲，美國棒球運動員和高管。[82]

### 25日
- 雷蒙德·安德魯，57歲，美國小說家，自殺。
- 埃莉諾·奧德利，86歲，美國女演員[83]
- 森比因·貢奇格蘇姆拉，72歲，蒙古族作曲家。[84]
- 杜拉·莫里基，57歲，希臘拜占庭學家和藝術史學家。[85]
- 吉米·斯特勞斯鮑，73歲，美國橄欖球運動員。[86]
- 查理斯·瓦格利，78歲，美國人類學家，肺癌。[87]

### 26日
- 德爾貝爾蒂，70歲，美國演員，心臟病發作。
- 弗朗索瓦·比勒杜，64歲，法國小說家。[88]
- 恩佐·塞魯西科，54歲，義大利演員，癌症。
- 艾德·海涅曼，83歲，美國航空工程師。[89]
- 鮑伯‧約翰遜，60歲，美國田徑教練，腦癌。[90]
- 格特魯德·帕爾森-韋特格倫，94歲，瑞典歌手。

### 27日
- 喬治·愛德華茲，67歲，美國電影製片人和作家。[91]
- 維蘭·傅拉瑟，71歲，捷克-拉齊利亞哲學家，被車輛撞倒。[92]
- 哈裡·埃弗雷特·史密斯，68歲，美國博學者，心臟驟停。[93]
- 吉村傭，37歲，日本聲優，蛛網膜下腔出血。

### 28日
- 梅爾·迪內利，79歲，美國戲劇、電影和雜誌作家。[94]
- 鲁桂珍，87歲，中國歷史學家、生物化學家。[95]
- 讓·帕拉迪，86歲，法裔加拿大畫家、民族學家和電影製片人。[96]
- 斯坦·溫策爾，74歲，美國棒球運動員。[97]
- 瑪麗·沃頓，79歲，美國植物學家、作家和環保活動家。

### 29日
- 拉爾夫·貝拉米，87歲，美國演員[98]
- 喬·邦森，55歲，英格蘭足球運動員。[99]
- 西奧多·埃斯特曼，89歲，德裔美國數學家。
- 路易士·芬克爾斯坦，96歲，美國塔木德學者。[100]
- 盧多維科·蓋莫納特，83歲，義大利數學家、哲學家和科學史家。[101]
- 納西爾丁·伊薩諾夫，48歲，吉爾吉斯政治家，總理（自1991年起），交通事故。
- 弗蘭尼奧·馬傑蒂奇，68歲，克羅埃西亞演員。
- 弗蘭克·耶比，75歲，美國作家，肝癌。[102]

### 30日
- 伊雷娜·布呂霍娃，87歲，斯洛伐克攝影師。
- 米哈伊爾·柴拉基安，89歲，亞美尼亞裔蘇聯科學家。
- 漢斯·利措，78歲，德國戲劇導演、演員和製片人。[103]
- 大衛·莫伊爾·尼爾森，71歲，美國橄欖球運動員、教練和作家。[104]